# 金沢町 (豊川市)
金沢町（かなざわちょう）は、愛知県豊川市の地名。

## 歴史

### 沿革
- 1878年（明治11年） - 八名郡御薗村および養父村が合併し、同郡金沢村が成立[1]。
- 1889年（明治22年） - 市制町村制による金沢村となる[1]。
- 1951年（昭和26年） - 合併により、八名郡双和村大字金沢となる[1]。
- 1955年（昭和30年） - 宝飯郡一宮村大字金沢となる[1]。
- 1961年（昭和36年） - 町制施行により、宝飯郡一宮町大字金沢となる[1]。
- 2006年（平成18年）2月1日 - 宝飯郡一宮町大字金沢が合併に伴い、豊川市金沢町となる[WEB 6]。

### 人口の変遷
国勢調査による人口および世帯数の推移。
| 1995年（平成7年）  | 217世帯 897人 |  |
| 2000年（平成12年） | 225世帯 926人 |  |
| 2005年（平成17年） | 232世帯 889人 |  |
| 2010年（平成22年） | 251世帯 859人 |  |
| 2015年（平成27年） | 267世帯 894人 |  |
| 2020年（令和2年）  | 262世帯 846人 |  |

## 地理

### 河川・池沼
- 豊川

### 字一覧
- 跡坂（あとさか）
- 新屋敷（あらやしき）
- 粟地畑（あわじばた）
- 池川（いけがわ）
- 池端（いけはた）
- 石雁平（いしがんびら）
- 市川（いちかわ）
- 市場（いちば）
- 一丁畑（いっちょうばた）
- 井戸下（いどした）
- 稲場（いなば）
- 内貝津（うちがいつ）
- 江川（えがわ）
- 追分（おいわけ）
- 大口（おおくち）
- 大塚（おおつか）
- 大照山（おおでりやま）
- 岡下（おかした）
- 岡畑（おかはた）
- 折地（おりぢ）
- 柿ノ木（かきのき）
- 金山（かなやま）
- 鎌田（かまた）
- 上川原（かみがわら）
- 萱山（かややま）
- 川井野（かわいの）
- 川久胡（かわくご）
- 北浦（きたうら）
- 京田（きょうでん）
- 櫛田（くしだ）
- 荒神場（こうじんば）
- 国府田（こうでん）
- 小蔵子（こぞうし）
- 小照山（こでりやま）
- 駒ノ前（こまのまえ）
- 小山下（こやましと）
- 下川原（しもがわら）
- 下鳥居（しもとりい）
- 神田畑（しんでんばた）
- 宗新（そうしん）
- 外貝津（そとがいつ）
- 高安（たかやす）
- 滝下（たきした）
- 滝ノ入（たきのいり）
- 滝平（たきびら）
- 竹下（たけした）
- 丹茂（たんも）
- 段戸（だんと）
- 段林（だんばやし）
- 茶臼（ちゃうす）
- 堤下（つつみした）
- 天王（てんのう）
- 当古平（とうごびら）
- 年田（としだ）
- 中川原（なかがわら）
- 中道（なかみち）
- 永平（ながひら）
- 西浦（にしうら）
- 西浦(養)（にしうらや）
- 西峡（にしざわ）
- 番場（ばんば）
- 東山（ひがしやま）
- 桧平（ひのきびら）
- 藤弦（ふじづる）
- 藤ノ木（ふじのき）
- 二子塚（ふたこづか）
- 弁天下（べんてんした）
- 松下（まつした）
- まま上（ままうえ）
- 丸海道（まるかいどう）
- 万所（まんどころ）
- 水引（みずひき）
- 南畑（みなみばた）
- 南山田（みなみやまだ）
- 宮北（みやきた）
- 宮東（みやひがし）
- 向平（むかいびら）
- 村下（むらした）
- 焼荒（やきあれ）
- 薬師地（やくしじ）
- 横枕（よこまくら）

### 交通
- 愛知県道69号豊橋乗本線
- 愛知県道381号豊津石巻萩平線
- 愛知県道391号金沢江島停車場線

### 施設
- 三河金沢郵便局
- 豊川市立金沢保育園
- 金沢構造改善センター
- 大坂神社
- おゆき弁財天
- 神明社

- 三河金沢郵便局
- 豊川市立金沢保育園

### WEB
1. ↑  “愛知県豊川市の町丁・字一覧”.   人口統計ラボ. 2024年5月1日閲覧。
2. 1 2  総務省統計局 (2022年2月10日). “令和2年国勢調査の調査結果(e-Stat) - 男女別人口，外国人人口及び世帯数－町丁・字等” (CSV). 2023年8月2日閲覧。
3. ↑  “読み仮名データの促音・拗音を小書きで表記するもの(zip形式) 愛知県” (zip).   日本郵便 (2024年2月29日). 2024年3月26日閲覧。
4. ↑  “市外局番の一覧” (PDF).   総務省 (2022年3月1日). 2022年3月22日閲覧。
5. ↑  “ナンバープレートについて”.   一般社団法人愛知県自動車会議所. 2024年1月21日閲覧。
6. ↑  “愛知県豊川市の郵便番号一覧”.   日本郵便. 2024年5月2日閲覧。
7. ↑  総務省統計局 (2014年3月28日). “平成7年国勢調査の調査結果(e-Stat) - 男女別人口及び世帯数 －町丁・字等” (CSV). 2021年7月20日閲覧。
8. ↑  総務省統計局 (2014年5月30日). “平成12年国勢調査の調査結果(e-Stat) - 男女別人口及び世帯数 －町丁・字等” (CSV). 2021年7月20日閲覧。
9. ↑  総務省統計局 (2014年6月27日). “平成17年国勢調査の調査結果(e-Stat) - 男女別人口及び世帯数 －町丁・字等” (CSV). 2021年7月21日閲覧。
10. ↑  総務省統計局 (2012年1月20日). “平成22年国勢調査の調査結果(e-Stat) - 男女別人口及び世帯数 －町丁・字等” (CSV). 2021年7月21日閲覧。
11. ↑  総務省統計局 (2017年1月27日). “平成27年国勢調査の調査結果(e-Stat) - 男女別人口及び世帯数 －町丁・字等” (CSV). 2021年7月21日閲覧。

### 書籍
1. 1 2 3 4 5  「角川日本地名大辞典」編纂委員会 1989, p. 389.